# فيرنر كايزر
فيرنر كايزر (بالألمانية: Werner Kaiser)‏ (29 أغسطس 1949 - ) هو لاعب كرة قدم ألماني في مركز الهجوم. لعب مع بوروسيا مونشنغلادباخ ونادي ساربروكن وVfB Theley ‏.

## وصلات خارجية
- فيرنر كايزر على موقع قاعدة بيانات كرة القدم.إي يو (الإنجليزية)
- فيرنر كايزر على موقع بيانات كرة القدم. دي إي (الألمانية)
- فيرنر كايزر على موقع عالم كرة القدم.نت (الإنجليزية)